# Hilda Zonett
Hilda Zonett, född 16 juni 1997 på Västerbo stuteri i Heby i Uppsala län, död 9 januari 2022 på Västerbo stuteri, var en svensk varmblodig travhäst. Hon tränades och kördes av Robert Bergh. Hon ägdes under hela sitt liv av Stall Zonett (Wiklund) tillika uppfödare. Hon är det tredje vinstrikaste stoet i svensk travhistoria, endast Ina Scot och Queen L. tjänade mer pengar under karriären.
Hilda Zonett tävlade åren 2000–2005 och sprang in 15,4 miljoner kronor på 113 starter varav 49 segrar, 14 andraplatser och 12 tredjeplatser. Hon inledde karriären med fem raka segrar. Hon tog sina största segrar i Svenskt Travkriterium (2000), Breeders' Crown (2000), Drottning Silvias Pokal (2001), Svenskt Travderby (2001), Prix de France (2003) och Sto-SM (2003, 2004). Hon kom även på andraplats i Olympiatravet (2004) samt på tredjeplats i Stochampionatet (2001), Olympiatravet (2003) och Prix de l'Union Européenne (2005).
Hon deltog i Prix d'Amérique på Vincennesbanan i Paris tre gånger (2003, 2004, 2005). Hon tog sin bästa placering i 2005 års upplaga då hon kom på fjärdeplats.

## Karriär
Hilda Zonett gjorde sin första start och tog sin första seger den 14 februari 2000 i ett treåringslopp på Solvalla. Hon var därefter obesegrad i sina fem första starter. Den 1 oktober 2000 segrade hon mot hingstarna i Svenskt Travkriterium. Hon vann även Svenskt Travderby 2001. Hon är det senaste stoet att ha vunnit i båda årgångsklassikerna. Som äldre fortsatte hon att segra i flera stora lopp, bland annat Prix de France 2003.
Hon gjorde karriärens sista start den 18 juni 2005 i Top of Europe Trot på Bodentravet och slutade där på tredjeplats.
Hilda Zonett fick somna in den 9 januari 2022, då 25 år gammal. Hon är begravd på Västerbo stuteri bredvid sin mamma Via de Vrie.

## Avelskarriär
Hilda Zonett fick under sin avelskarriär 10 avkommor, samtliga uppväxta på Västerbo stuteri där Hilda Zonett levde och är begravd.
| Född | Häst               | Efter             | Rekordtid | Pengar       |
| ---- | ------------------ | ----------------- | --------- | ------------ |
| 2008 | Helge Zonett       | Mr Pine Chip      | 1.13,6k   | 324 429 kr   |
| 2009 | Sigvard Zonett     | Andover Hall      | 1.13,6ak  | 148 892 kr   |
| 2012 | Alvina Zonett      | Ready Cash        | 1.16,1am  | 72 300 kr    |
| 2013 | Algot Zonett       | Maharajah         | 1.11,2ak  | 1 619 500 kr |
| 2014 | Frida Zonett       | Manofmanymissions | 1.12,6am  | 449 500 kr   |
| 2015 | Alfred Zonett      | Muscle Hill       | 1.13,8am  | 328 500 kr   |
| 2016 | Albert Zonett      | Love You          | 1.12,7ak  | 486 300 kr   |
| 2018 | StinaAlvina Zonett | Muscle Mass       | 1.13,5am  | 169 500 kr   |
| 2019 | Allan Zonett       | Maharajah         | -         | -            |
| 2021 | Lotta Zonett       | Mister J.P.       | -         | -            |